# 皮爾赫科格爾山
47°13′55″N 10°59′56″E / 47.23194°N 10.99889°E

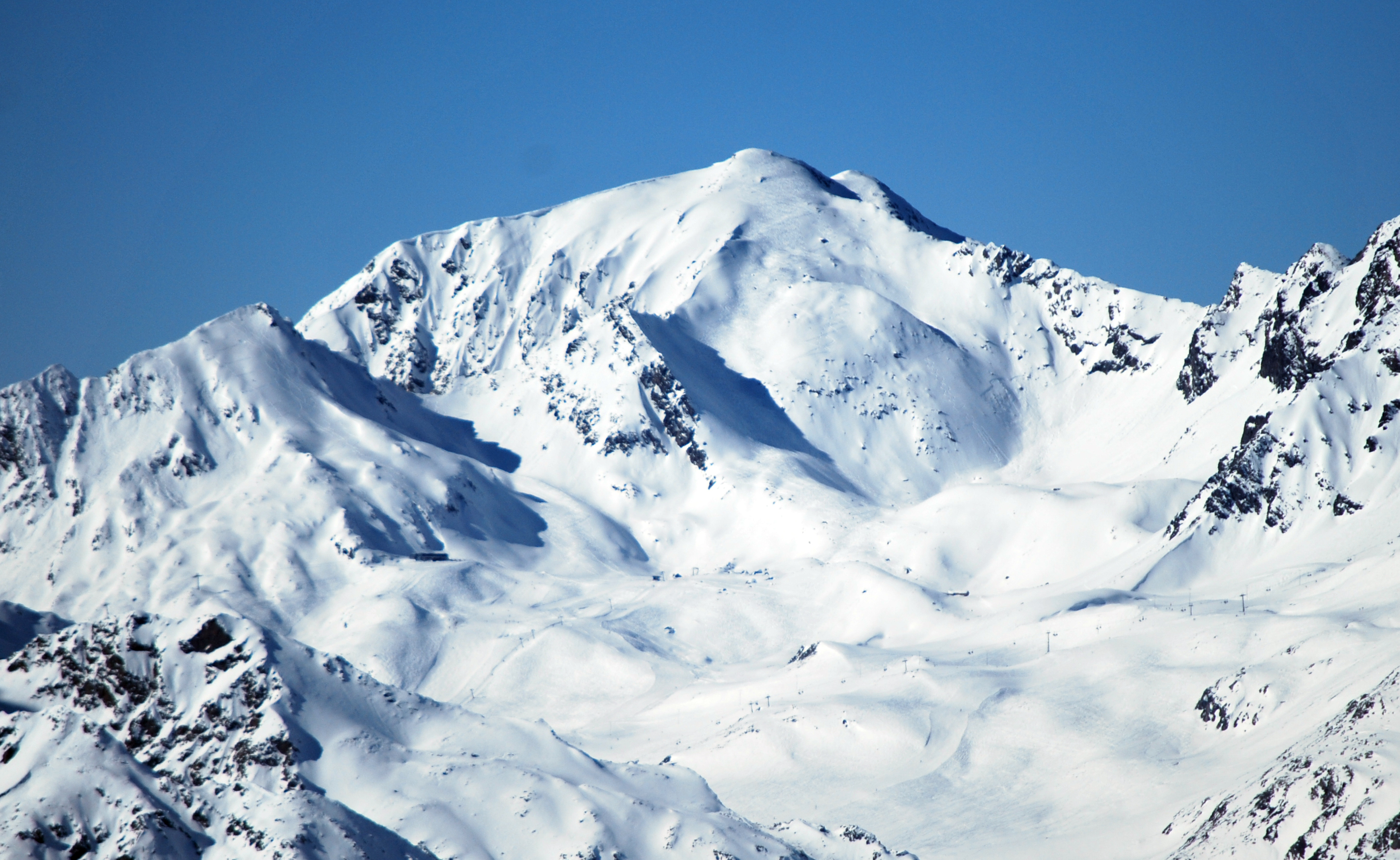

皮爾赫科格爾山（德語：Pirchkogel），是奧地利的山峰，位於該國西部，由蒂羅爾州負責管轄，屬於斯圖拜阿爾卑斯山脈的一部分，海拔高度2,828米，每年平均降雨量1,666毫米。